# Birutė Teodora Visokavičienė
Birutė Teodora Poderytė-Visokavičienė (* 7. Januar 1946 in Grinkiškis, Rajongemeinde Kėdainiai) ist eine litauische Politikerin.

## Leben
Sie wurde mit ihren Eltern nach ASSR Komi vertrieben. Nach dem Abitur 1963 an der 4. Mittelschule Kaunas absolvierte sie 1970 das Diplomstudium am Kauno politechnikos institutas (KPI).
Von 1970 bis 1972 war sie Ökonomin und Leiterin des Produktionsplanungsbüros im Betrieb Kauno elektrotechnikos gamykla. Von 1972 bis 1983 lehrte sie am KPI, von 1983 bis 1986 als Dozentin. 1979 promovierte sie in Wirtschaftswissenschaften. Von 1986 bis 1996 lehrte sie an der Vilniaus universitetas. Von 1996 bis 2000 war sie Mitglied im Seimas. 2003 arbeitete sie an der Schule für litauische Sprache an der litauischen Botschaft in Kasachstan.
Ab 1990 war sie Mitglied von Lietuvos socialdemokratų partija, 1995 der Tėvynės sąjunga, ab 2000 der Nuosaikiųjų konservatorių sąjunga.
Ihr Ehemann ist Romualdas Visokavičius. Sie haben die Tochter Gintarė und den Sohn Regimantas.